# Capitophorus himachali
Capitophorus himachali är en insektsart. Capitophorus himachali ingår i släktet Capitophorus och familjen långrörsbladlöss. Inga underarter finns listade i Catalogue of Life.